# Nevy-lès-Dole
Nevy-lès-Dole è un comune francese di 251 abitanti situato nel dipartimento del Giura nella regione della Borgogna-Franca Contea.

## Società

### Evoluzione demografica
Abitanti censiti